# Comissió Independent per a la Localització de les Restes de les Víctimes
La Comissió Independent per a la Localització de les Restes de les Víctimes (ICLVR) es va establir mitjançant un tractat entre el govern del Regne Unit i el govern d'Irlanda, fet el 27 d'abril de 1999 en relació amb els afers d'⁣Irlanda del Nord, per tal de localitzar 16 irlandesos i irlandesos desapareguts. Els britànics es presumeixen assassinats durant The Troubles.
Els 16 casos coneguts col·loquialment com "The Disappeared", van ser segrestats, assassinats i enterrats per separat a Irlanda i França durant 35 anys, principalment a la dècada de 1970. Es creu que van ser segrestats i assassinats per paramilitars republicans irlandesos, principalment l'⁣Exèrcit Republicà Irlandès Provisional, tot i que aquest que va negar la seva implicació durant anys. Els 16 individus eren catòlics i la majoria eren sospitosos de col·laborar amb els britànics o de trair els paramilitars d'alguna manera. La Comissió es va crear per localitzar les restes d'aquestes persones. I l'any 2017 ja s'havien localitzat les restes de 13 dels 16 desapareguts.

## Potencialitats i funcions
Les seves funcions inclouen rebre informació sobre el parador de les restes d'una víctima de violència i divulgar aquesta informació amb la finalitat de facilitar la localització de les restes a les quals es refereix la informació.
- Les competències i els poders de la Comissió estan definits per la Llei d'Irlanda del Nord (Location of Victims' Remains) Act 1999, que va entrar en vigor el 26 de maig de 1999; la República d'Irlanda ha aprovat una legislació similar: la Llei de justícia penal (Location of Victims' Remains), 1999.[2]
- Una "víctima de violència" es defineix com una persona assassinada abans del 10 d'abril de 1998 (data de l'⁣Acord de Belfast) a conseqüència d'un acte il·legal de violència comès en nom o en relació amb una organització prohibida. Aquestes organitzacions són les proscrites per la Llei d'Irlanda del Nord (disposicions d'emergència) de 1996.
- Qualsevol prova obtinguda (directament o indirectament) per la Comissió és inadmissible com a prova en qualsevol procés penal.
- No es permet que les restes descobertes pel treball de la comissió siguin sotmeses a proves forenses que no siguin a efectes d'una investigació per establir la identitat d'una persona difunta o com, quan i on va morir.
- Tota la informació que es faciliti a la comissió romandrà en secret i només s'informarà la família que s'ha rebut la informació i el lloc on, segons la informació, es poden trobar les restes de la víctima.
- La comissió té el poder d'entrada que s'executa mitjançant una ordre per escorcollar a qualsevol lloc d'Irlanda del Nord.

## Víctimes
Les persones anomenades per l'ICLVR com a morts i enterrades en llocs no revelats són: 
- Seamus Wright (membre de l'IRA acusat de ser un agent de l'exèrcit britànic) (1972) (restes trobades l'estiu de 2015)
- Kevin McKee (membre de l'IRA acusat de ser un agent de l'exèrcit britànic) (1972) (cadàver recuperat el 2015)
- Jean McConville (civil acusat de ser espia britànic) (1972) (cadàver recuperat l'agost de 2003)
- Joseph Lynskey (membre de l'IRA acusat d'infringir les ordres de l'IRA) (1972)
- Peter Wilson (sense motius) (1973) (cadàver recuperat el novembre de 2010)
- Eamon Molloy (membre de l'IRA acusat de ser un agent de l'exèrcit britànic) (1975) (cadàver recuperat el 1999)
- Columba McVeigh (civil acusat de ser un espia britànic) (1975)
- Robert Nairac GC (oficial de l'exèrcit britànic i suposat membre del SAS) (1977)
- Brendan McGraw (civil acusat de ser un espia britànic) (1978) (cadàver recuperat el 2014)
- John McClory (acusat de robar armes de l'IRA per utilitzar-les en robatoris) (1978) (cadàver recuperat el juny de 1999)
- Brian McKinney (acusat de robar armes de l'IRA per utilitzar-les en robatoris) (1978) (cadàver recuperat el juny de 1999)
- Danny McIlhone (acusat de robar armes de l'IRA) (1978) (cadàver recuperat el novembre de 2008)
- Gerard Evans (civil acusat de ser un informant britànic, l'IRA mai va admetre oficialment haver-lo assassinat) (1979) (cadàver recuperat l'octubre de 2010)
- Charlie Armstrong (civil, l'IRA mai va admetre oficialment haver-lo matat) (1981) (cadàver recuperat el juliol de 2010)
- Eugene Simons/Simmons (dia d'Any Nou 1981) (cadàver recuperat el maig de 1984 abans de l'establiment de la Comissió)
- Seamus Ruddy (exmembre de l'IRSP / INLA, assassinat per subministraments d'armes, per INLA) (1985)

## Restes recuperades
Com a part del procés de pau, l'IRA va transmetre a la Comissió informació sobre la ubicació de sis tombes que contenien vuit cossos. Utilitzant aquesta informació, els cossos de John McClory i Brian McKinney van ser recuperats el 29 de juny de 1999 al comtat de Monaghan. El cos d'Eamon Molloy havia quedat en un cementiri de Dundalk el mes anterior.
Jean McConville va ser descobert per accident a la platja de Shelling Hill prop de Carlingford al comtat de Louth l'agost de 2003. L'IRA havia dit anteriorment que la platja de Templeton, a poca distància, era el lloc d'enterrament.
Les restes de Danny McIlhone van ser descobertes prop de Ballynultagh a les muntanyes de Wicklow el novembre de 2008 i formalment identificades mitjançant l'anàlisi d'ADN el mes següent. Hi havia hagut intents anteriors sense èxit de trobar les restes de McIlhone el 1999 i el 2000.
L'any 2010 es van exhumar les restes de Peter Wilson, Gerry Evans i Charlie Armstrong, la qual cosa significa que nou dels 16 desapareguts havien estat recuperats.

## Comissaris
Els actuals comissaris són Sir Kenneth Bloomfield, antic cap del Servei Civil d'Irlanda del Nord i antic comissari de Víctimes d'Irlanda del Nord, i Frank Murray, antic secretari del Govern (secretari de gabinet) i antic president del Servei de Nomenaments Públics d'Irlanda, que va prendre el relleu de John Wilson. El nomenament de Rosalie Flanagan com a nova comissària es va anunciar el 13 de gener de 2021.